# Wallace (Film)
Wallace (George Wallace) ist eine US-amerikanische Filmbiografie von John Frankenheimer aus dem Jahr 1997. Das Drehbuch beruht auf einem Buch von Marshall Frady. Der Film lief als zweiteiliger Fernsehfilm im US-Fernsehen.

## Handlung
Der Film berichtet unchronologisch über das Leben des Politikers George Wallace. Als er 1972 für die Primaries, mit dem Ziel, Präsidentschaftskandidat zu werden, kandidiert, wird er Opfer eines Pistolenattentats. Im Krankenhaus erfährt er, dass er für immer gelähmt bleiben wird. Er erinnert sich nun an sein politisches Leben: Es fängt in den 1950er Jahren an, Wallace wird damals zum Richter eines Bezirks gewählt. Später wird Wallace von Gouverneur Folsom gefördert und kandidiert selbst für das Amt des Gouverneurs. Der Ku-Klux-Klan fordert ihn dazu auf, seine Interessen zu vertreten. Dieser verlangt, dass sich Wallace immer und mit ganzer Kraft gegen die Gleichberechtigung der verhassten Afroamerikaner einsetzen wird. Wallace, überzeugter Rassist, ist zwischen seiner rassistischen Einstellung und politischem Pragmatismus hin- und hergerissen. Seine Sympathie für den Klan macht seine Ambitionen letzten Endes zunichte, in seiner Karriere weiterzukommen.
Im Jahr 1963 wird Wallace zum Gouverneur von Alabama gewählt, nachdem er sich für die Rassentrennung starkmacht. In Montgomery, der Hauptstadt Alabamas, legt er auf den Stufen des Alabama State Capitol seinen Amtseid ab. Er beruft sich in seiner Eröffnungsrede auf die Traditionen der Südstaatler und schließt die Rede mit dem berühmten Satz „Rassentrennung heute, Rassentrennung morgen und Rassentrennung für immer“ (segregation now, segregation tomorrow, segregation forever). Eine von Martin Luther King, Jr. organisierte Demonstration in Birmingham, Alabama lässt er niederschlagen.
Kurz darauf hebt der US-Supreme Court die Rassentrennung an staatlichen Schulen bundesweit auf und zwingt die Reaktionären der Südstaaten in die Konfrontation. Daraufhin verweigert Wallace zwei afroamerikanischen Studenten im sogenannten Stand in the Schoolhouse Door die Aufnahme an der University of Alabama. Nur durch das militärische Einschreiten der Bundesregierung unter John F. Kennedy kann er zum Nachgeben gezwungen werden. Wallace versucht seine bundesweite Bekanntheit durch Auftritte zu steigern. Ein Auftritt an der Universität Harvard scheitert blamabel. Der Südstaatler Wallace findet keinen Zugang zu den progressiven Studenten, die ihn abgrundtief hassen. Unter Polizeischutz muss er aus der Universität geführt werden. Da die Verfassung des Staates eine erneute Kandidatur verbietet, ermutigt er seine Frau Lurleen, für das Amt zu kandidieren. Während Wallace in öffentlichen Reden gegen die Schwarzen und die Bürgerrechtsbewegung hetzt, gibt er sich gegenüber seinem schwarzen Diener sentimental und versucht diesem weiszumachen, dass er ja eigentlich nichts gegen Schwarze habe. Gegen Ende des Films springt die Handlung wieder in die Zeit zurück, als Wallace als leidender querschnittsgelähmter Mann im Krankenhaus sitzt. Er beginnt Sympathie und Empathie für die Schwarzen zu empfinden. Er denkt an seinen Schock zurück, als er von dem Anschlag auf die 16th Street Baptist Church erfahren hatte. Sein schwarzer Diener bringt ihn im Rollstuhl während eines Gottesdienstes, der nur von Schwarzen besucht wird, in die Kirche Martin Luther Kings. Dort bittet er die Schwarzen um Verzeihung. Viele Gottesdienstbesucher stehen auf und schütteln ihm die Hand. Der Film schließt mit dem Lied We Shall Overcome. Außerdem wird im Abspann darauf hingewiesen, dass Wallace während seines letzten Wahlkampfes einen hohen Stimmenanteil schwarzer Wähler bekam, er sich bei den Teilnehmern der Demonstration von Selma, Alabama und bei weiteren Schwarzen entschuldigte. Er überreichte auch Vivian Malone Jones, der Studentin, die sich als erste in der Universität von Alabama einschrieb, einen Preis für Tapferkeit.

## Kritiken
„Ein detailgetreuer Blick auf die amerikanische Geschichte, hervorragend gespielt, sicher und mit Gespür für Details inszeniert.“

„Sinise ist „großartig“ und Mare Winningham „außergewöhnlich““

## Weiteres/Historische Ungenauigkeit
- Cornelia Wallace wird im Jahr 1955 als kleines Mädchen dargestellt, sie war zu diesem Zeitpunkt bereits 16 Jahre alt.
- Der Film wurde in Kalifornien gedreht, weil der Gouverneur von Alabama, Fob James, die Zusammenarbeit mit dem Filmteam verweigerte.

## Auszeichnungen
1998 American Cinema Editors (Eddies)
- Bester Schnitt für einen TV-Film oder eine Miniserie – Antony Gibbs (für den 2. Teil)

1998 American Society of Cinematographers
- Kamera – Alan Caso

1998 Art Directors Guild
- Produktionsdesign  – Michael Z. Hanan, Charles M. Lagola, Arlan Jay Vetter

1997 CableACE Award
- Bester Darsteller – Gary Sinise
- Beste Regie – John Frankenheimer
- Bestes Makeup – Janeen Schreyer, John E. Jackson, Matthew W. Mungle, Patricia Androff, Jamie Kelman
- Beste Miniserie— Mark Carliner, John Frankenheimer, Julian Krainin, Ethel Winant, Mitch Engel, James Sbardellati
- Nominiert  – Bester Nebendarsteller – Joe Don Baker
- Nominiert  – Beste Nebendarstellerin  – Angelina Jolie
- Nominiert  – Best künstlerische Leitung – Michael Z. Hanan, Charles M. Lagola, Douglas A. Mowat
- Nominiert  – Bester Schnitt – Antony Gibbs
- Nominiert – Bestes Drehbuch— Paul Monash, Marshall Frady

1998 Casting Society of America (Artios)
- Bestes Casting  – Iris Grossman

1998 Directors Guild of America
- Nominiert  – Beste Regie – John Frankenheimer

1998 Emmy Awards
- Primetime Emmy Award Bester Hauptdarsteller  – Gary Sinise
- Primetime Emmy Award Beste Nebendarstellerin  – Mare Winningham
- Primetime Emmy Award für die Regie – John Frankenheimer
- Nominiert – Beste Nebendarstellerin  – Angelina Jolie
- Nominiert – Casting – Iris Grossman
- Nominiert  – Kamera – Alan Caso
- Nominiert – Makeup  – Janeen Schreyer, John E. Jackson, Matthew W. Mungle, Patricia Androff, Jamie Kelman, Keith Sayer, Cheryl Nick
- Nominiert  – Herausragende Miniserie – Mark Carliner, John Frankenheimer, Julian Krainin, Ethel Winant, Mitch Engel, James Sbardellati

1998 Golden Globe Awards
- Beste Nebendarstellerin – Angelina Jolie
- Nominiert  – Bester Darsteller – Gary Sinise
- Nominiert  – Beste Nebendarstellerin – Mare Winningham

1998 Humanitas Prize
- PBS/Cable Category – Marshall Frady, Paul Monash

1998 Motion Picture Sound Editors (Golden Reel Award)
- Nominiert  – Bester Schnitt – Brady Schwartz

1997 Peabody Award
- Peabody Award – Mark Carliner

1998 Screen Actors Guild Awards
- Bester Schauspieler – Gary Sinise
- Nominiert  – Beste weibliche Schauspielerin – Mare Winningham

1998 Writers Guild of America Awards
- Nominiert – Bestes adaptiertes Drehbuch – Paul Monash, Marshall Frady

## Hintergrund
Der Film wurde in Los Angeles und in Sacramento gedreht.